# Sabina Steinbach
Sabina von Steinbach (levde omkring år 1318), var en medeltida tysk stenhuggare i Alsace i nuvarande Frankrike. Hon ska ha medverkat vid färdigställandet av katedralen i Strasbourg. Hon tros ha varit dotter till Erwin von Steinbach, arkitekt och byggmästare vid katedralen Notre-Dame de Strasbourg. Efter hennes fars död uppfördes katedralens torn av hennes bror Johann mellan 1318 och 1339, då även Sabina ska ha varit aktiv som skulptör.
Nedslagskratern Steinbach på planeten Venus är uppkallad efter henne.